# Mesopenaeus tropicalis
Mesopenaeus tropicalis is een tienpotigensoort uit de familie van de Solenoceridae. De wetenschappelijke naam van de soort is voor het eerst geldig gepubliceerd in 1905 door Bouvier.